# محمد عبدي واري
محمد عبدي واري (بالصومالية: Maxamed Cabdi Waare)‏ (14 فبراير 1960) سياسي صومالي. الرئيس السابق لولاية هيرشبيلي الصومالية. 

## خلفية تاريخية
ولد واري في مدينة جوهر بمحافظة شبيلي الوسطى في 14 فبراير 1960 وكانت مدينة جوهر حينها تابعة لمحافظة بنادر.
تلقى واري تعليمه الابتدائي في قرية هلغن التابعة لمقاطعة بولو بردي، وأكمل تعليمه الثانوي في حي هدن في العاصمة الصومالية مقديشو، انتقل إلىالولايات المتحدة لإكمال الدراسات العليا و حصل على دبلوم في خدمات الإرشاد الزراعي من جامعة إنديانا بلومنجتون.
بعد تخرجه من ثانوية أفجوي عام 1979، عمل واري في وزارة الزراعة الصومالية حتى عام 1989 منسقا زراعيا لمحافظتي شبيلي الوسطى وهيران، بعد انهيار الحكومة الصومالية عمل مع الصليب الأحمر حتى أواخر التسعينات، كما عمل مع منظمة الأمم المتحدة للأغذية والزراعة. ولفترة وجيزة مع برنامج الأمم المتحدة الإنمائي، وشارك في مشروع إعادة الإعمار الذي تبنته الحكومة الاتحادية الانتقالية بقيادة الرئيس الصومالي عبد الله يوسف أحمد.
انتُخب محمد عبدي واري رئيسا لولاية هيرشبيلي في 16 سبتمبر 2017، بحصوله على أغلبية أصوات مجلس النواب في الولاية بواقع 74 صوتا مقابل 23 لمنافسه طاهر عبد الله عوالي
استقال محمد عبدي واري من منصبه كرئيس للولاية في 2 نوفمبر 2020. 
في 1 أبريل 2022 عينه الرئيس الصومالي حسن شيخ محمود مبعوثًا خاصًا له لشئون تحقيق الاستقرار وحماية المدنيين في مناطق الحرب